# Marco Cattaneo
Marco Cattaneo (nascido em 28 de outubro de 1957) é um ex-ciclista italiano, ativo profissionalmente entre 1981 e 1982.
Nos Jogos Olímpicos de 1980 em Moscou, na União Soviética, ele competiu na estrada individual e terminou em décimo quarto lugar.